# Desmodium aparines
Desmodium aparines är en ärtväxtart som först beskrevs av Heinrich Friedrich Link, och fick sitt nu gällande namn av Dc. Desmodium aparines ingår i släktet Desmodium och familjen ärtväxter. Inga underarter finns listade i Catalogue of Life.